# ケイシー・レグミナ
ケイシー・デイビー・レグミナ（Casey Davey Legumina, 1997年7月19日 - ）は、アメリカ合衆国テキサス州ダラス出身のプロ野球選手（投手）。右投右打。MLBのシアトル・マリナーズ所属。

## 経歴

### プロ入り前
高校時代に2016年のMLBドラフト25巡目（全体762位）でトロント・ブルージェイズから指名されたが、契約せずにゴンザガ大学へ進学した。
大学時代に2018年のMLBドラフト35巡目（全体1063位）でクリーブランド・インディアンスから指名されたが、この時も契約せず大学に残った。

### プロ入りとツインズ傘下時代
2019年のMLBドラフト8巡目（全体239位）でミネソタ・ツインズから指名されプロ入り。契約金は25万ドル。指名の2ヶ月後に右肘のトミー・ジョン手術を受けて長期離脱した。
2021年に傘下のA級フォートマイヤーズ・マイティマッスルズでプロデビューした。
2022年はA＋級シーダーラピッズ・カーネルズとAA級ウィチタ・ウィンドサージの2チーム合計で33試合（先発16試合）に登板して2勝6敗、防御率4.80、92奪三振を記録した。オフの11月15日にルール・ファイブ・ドラフトでの流出を防ぐため、40人枠に登録された。

### レッズ時代
2022年11月18日にカイル・ファーマーとのトレードで、シンシナティ・レッズへ移籍した。
2023年は傘下のAAA級ルイビル・バッツで開幕を迎えた。4月15日に初めてメジャーへ昇格し、同日のフィラデルフィア・フィリーズ戦に救援登板してメジャーデビュー。29日のオークランド・アスレチックス戦でメジャー初勝利を記録した。5月に右足首、6月に右肩を痛めて2度故障者リスト入りした。メジャーでは11試合に登板して1勝0敗、防御率5.68、11奪三振を記録した。
2024年はメジャーで6試合に登板したが防御率8.68と不振で、フォーシームの平均球速が前年から1mph近く低下した。
2025年1月30日にオースティン・ヘイズの加入に伴いDFAとなった。

### マリナーズ時代
2025年2月3日に金銭とのトレードで、シアトル・マリナーズへ移籍した。

## 人物
父のゲイリーは元プロ野球選手（投手）で、1982年から1986年までマイナーリーグでプレーしていた。
生まれはテキサス州ダラスだがアリゾナ州で育ち、幼少期はアリゾナ・ダイヤモンドバックスのルイス・ゴンザレスやジュニア・スパイビーに憧れていた。
左腕には父のマイナー時代のベースボールカード、メジャーデビューしたのがジャッキー・ロビンソン・デーであることにちなみ、ジャッキー・ロビンソンの背番号42と、その時の球場グレート・アメリカン・ボール・パークの煙突を型取ったタトゥーを入れている。

## 詳細情報

### 年度別投手成績
| 年 度    | 球 団    | 登 板 | 先 発 | 完 投 | 完 封 | 無 四 球 | 勝 利 | 敗 戦 | セ 丨 ブ | ホ 丨 ル ド | 勝 率 | 打 者 | 投 球 回 | 被 安 打 | 被 本 塁 打 | 与 四 球 | 敬 遠 | 与 死 球 | 奪 三 振 | 暴 投 | ボ 丨 ク | 失 点 | 自 責 点 | 防 御 率 | W H I P |
| -------- | -------- | ----- | ----- | ----- | ----- | -------- | ----- | ----- | -------- | ----------- | ----- | ----- | -------- | -------- | ----------- | -------- | ----- | -------- | -------- | ----- | -------- | ----- | -------- | -------- | ------- |
| 2023     | CIN      | 11    | 0     | 0     | 0     | 0        | 1     | 0     | 0        | 1           | 1.000 | 61    | 12.2     | 16       | 3           | 9        | 0     | 0        | 11       | 1     | 0        | 11    | 8        | 5.68     | 1.97    |
| 2024     | CIN      | 6     | 0     | 0     | 0     | 0        | 0     | 0     | 0        | 0           | ----  | 47    | 9.1      | 15       | 2           | 2        | 0     | 1        | 7        | 0     | 0        | 11    | 9        | 8.68     | 1.82    |
| MLB：2年 | MLB：2年 | 17    | 0     | 0     | 0     | 0        | 1     | 0     | 0        | 1           | 1.000 | 108   | 22.0     | 31       | 5           | 11       | 0     | 1        | 18       | 1     | 0        | 22    | 17       | 6.95     | 1.91    |

- 2024年度シーズン終了時

### 年度別守備成績
| 年 度 | 球 団 | 投手（P） | 投手（P） | 投手（P） | 投手（P） | 投手（P） | 投手（P） |
| 年 度 | 球 団 | 試 合     | 刺 殺     | 補 殺     | 失 策     | 併 殺     | 守 備 率  |
| ----- | ----- | --------- | --------- | --------- | --------- | --------- | --------- |
| 2023  | CIN   | 11        | 1         | 2         | 0         | 0         | 1.000     |
| 2024  | CIN   | 6         | 0         | 0         | 1         | 0         | .000      |
| MLB   | MLB   | 17        | 1         | 2         | 1         | 0         | .750      |

- 2024年度シーズン終了時

### 背番号
- 65（2023年 - 2024年）
- 64（2025年 - ）